# シラスゲ
シラスゲ (Carex alopecuroides var. chlorostachya) は、単子葉植物カヤツリグサ科スゲ属に含まれる、中型のスゲ類である。乾燥した草地などにはえ、道端や畑などにも出現する。

## 特徴
道端にもごく普通に見られる。この種のように雑草的に出現するスゲは少ない。
地下に細い匍匐茎を出し、まばらに集まった群落を作る。全株が黄緑色をしている。葉は根出状に生じる。細長く、表面に縦膝がある。縁はかなり強くざらつく。また、葉の裏が粉を吹いたように白い。
花茎は初夏に出る。高さは約30-50cm、真っすぐに立ち、断面ははっきりとした三角である。先端付近に小穂が集まる。穂の基部には葉状の苞があるが、その基部は鞘にならない。
小穂は数個あり、先端の雄小穂もそれに続く雌小穂も円筒形で細長い。いずれも花茎の先端近くから、放射状に広がるように伸び、やや垂れるか、斜めに立つ。先端の雄小穂は雌小穂よりやや細く、黄緑色で、ほぼ真っすぐでやや垂れるか立ち上がる。それより下の小穂は雌小穂で、まれに先端部に雄花部が出る。雌小穂は柄がなく、密に雌小花が付く。なお、小穂が垂れ下がるのが標準で、往々にして花茎がやや傾き、小穂が下側に垂れ下がるが、小穂が垂れない型もある。その場合、花茎が真っすぐに立ち、先端付近から小穂が斜め上に放射状に出る。この型は暖地に多いようである。
鱗片も果胞も緑色。果胞は狭卵形で先端がとがる。それが密集して軸に対して立ち上がるので、成熟するにつれて雌小穂は小さく刺刺した外見になる。未熟時には果胞は軸に密着しているので、かなり異なった印象になる。

## 分布
低地の林縁部の木陰や林道沿いなどによく出現するが、より人里の道路わきや手入れの悪い畑地などにもよく生育している。
中国からヒマラヤ、南はマレーシアまで分布がある。日本では北海道から南西諸島にわたるほぼ全域に分布する。シラスゲの名は白菅で、葉の裏が白いことから。

## 類似種
シラスゲの名を持つものには、以下のようなものがある。
- ヒカゲシラスゲ C. planiculmis Komar.

シラスゲに似てやや小型、葉は両面とも緑色をしている。
- ヒメシラスゲ C. doniata Spreng.

シラスゲよりはるかに小型。小穂も短く、真っすぐに立つ花茎の先端に放射状につく様子はカヤツリグサに似る。山間部の水辺に生える。
- ミヤマシラスゲ C. olivacea Boott var. angustior Kuek.

湿地に群生する植物で、全体の姿はやや似ている。果胞が極端に丸く膨らむので、成熟すると雌小穂が非常に太くなり、見間違えることはない。
近縁種の普通種にヒゴクサ (C. japonica Thunb.) などがあるが、小穂ははるかに短く、かなり印象は異なる。

## 分類
保育社の図鑑では上記の種やハリスゲ、カサスゲ、ジュズスゲなどと共にヒゴクサ節 (Sect. Extensae) とする。
『日本のスゲ』ではヒメシラスゲ節 (Sect. Molliculae) として、その下にシラスゲ、ヒカゲシラスゲ、ヒメシラスゲ、ヒゴクサ、エナシヒゴクサを含める。また、上記のミヤマシラスゲはミヤマシラスゲ節 (Sect. Confertuforae) としてカサスゲ、ヤワラスゲ等とまとめている。